# وستبا
وستبا (به لاتین: Vastaba) یک روستا در استونی است که در دهستان کونگا واقع شده‌است.